# Kantfläckat bandfly
Kantfläckat bandfly, Noctua orbona är en fjärilsart som beskrevs av Johann Siegfried Hufnagel 1766. Kantfläckat bandfly ingår i släktet Noctua och familjen nattflyn, Noctuidae. Arten  har livskraftiga, LC, populationer i både Sverige och Finland. Inga underarter finns listade i Catalogue of Life.

## Bildgalleri

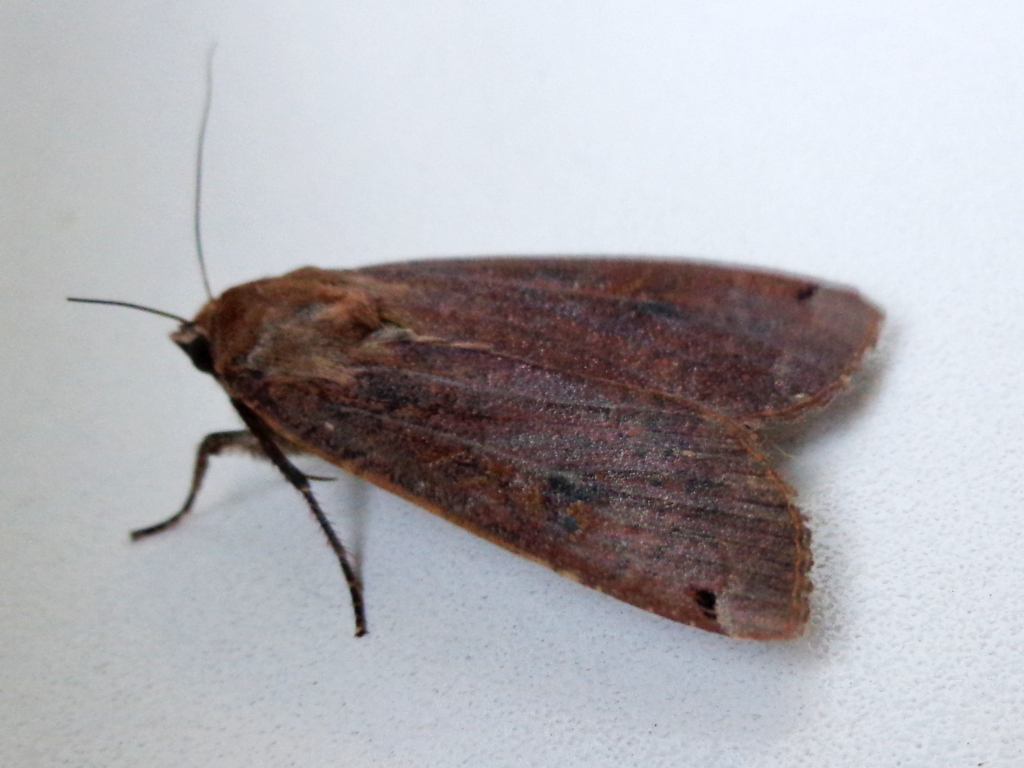
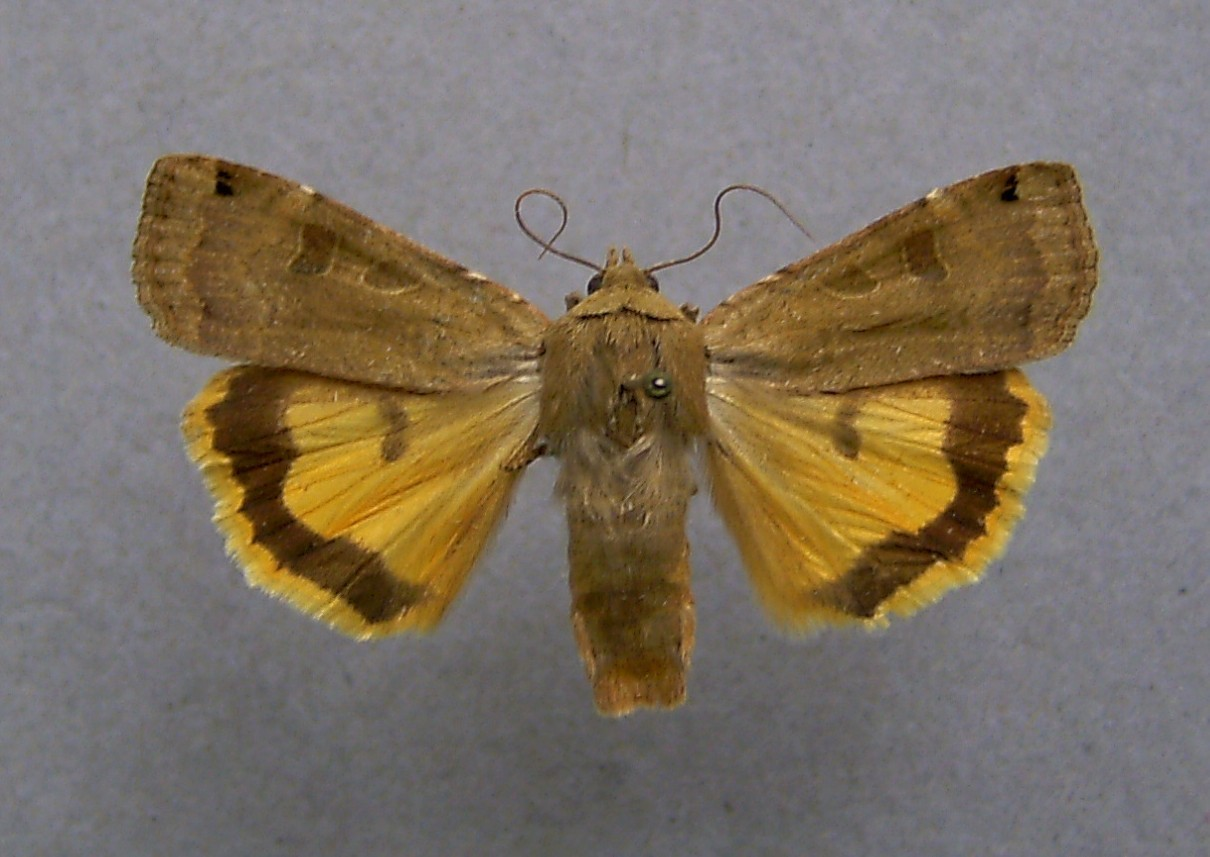